# Fredrika Stahl
Fredrika Stahl (Stoccolma, 24 ottobre 1984) è una cantautrice svedese.
Il suo stile mescola il jazz con la musica pop. Oltre a cantare, sa suonare il pianoforte e la chitarra.
Il suo album d'esordio, A Fraction of You, pubblicato nel 2006, è stato realizzato in collaborazione com Tom McClung (pianoforte ed arrangiamenti), José Palmer (chitarra), Diego Imbert (contrabbasso) e Karl Jannuska (batteria). Le musiche e i testi dei brani dell'album sono stati interamente composti da lei.
Nel secondo album, Tributaries, hanno collaborato Hiro Morozumi (pianoforte), Oyvind Nypan & Andreas Oberg (chitarra), Pierre Boussaguet & Acelio de Paula (basso) e Simoné Prattico (batteria), oltre ad un gruppo parigino di musicisti di strumenti a fiato e a corda.
La canzone Twinkle Twinkle (rifacimento di una popolare ninna nanna inglese, Twinkle twinkle little star, a sua volta derivante dalla canzone francese Ah! Vous dirai-je, Maman), inserita come bonus track nell'album Sweep Me Away, è nota per essere stata usata all'interno di uno spot pubblicitario della Nissan Juke.

## Discografia
- A Fraction of You (2006)
- Tributaries (2008)
- Sweep Me Away (2010)
- Off to Dance (2013)
- Demain (colonna sonora, 2015)
- Natten (2021)